# Ectinohoplia quadrituberculata
Ectinohoplia quadrituberculata är en skalbaggsart som beskrevs av Preudhomme de Borre 1886. Ectinohoplia quadrituberculata ingår i släktet Ectinohoplia och familjen Melolonthidae. Inga underarter finns listade i Catalogue of Life.